# Willie (film, 1914)
Pour les articles homonymes, voir Willie.
Willie est un film muet américain réalisé par Colin Campbell et sorti en 1914.

## Fiche technique
- Réalisation : Colin Campbell
- Scénario : C. Gardner Sullivan
- Date de sortie : États-Unis : 10 août 1914

## Distribution
- Wheeler Oakman : Willie
- Fred Huntley
- Gertrude Ryan
- George Hernandez
- Frank Clark